# Phrynopus heimorum
Phrynopus heimorum é uma espécie de anfíbio da família Leptodactylidae.
É endêmica do Peru.
Os seus habitats naturais são: regiões subtropicais ou tropicais húmidas de alta altitude e matagal tropical ou subtropical de alta altitude.
Está ameaçada por perda de habitat.